# Daniel Dubois
Daniel Dubois (ur. 6 września 1997 w Londynie) – brytyjski pięściarz wagi ciężkiej, były mistrz świata WBA Regular oraz IBF.

## Kariera
Treningi bokserskie rozpoczął w wieku 9 lat. W czasach amatorskich stoczył około 75 walk. Jego największym sukcesem było Mistrzostwo Wielkiej Brytanii seniorów. Był bliski wyjazdu z kadrą swojego kraju na Igrzyska Olimpijskie w Rio de Janeiro w 2016 roku, ale wcześniej zdecydował się podpisać zawodowy kontrakt z należącą do Franka Warrena grupą Queensberry Promotions.
Na zawodowym ringu zadebiutował w wieku niespełna 20 lat, 8 kwietnia 2017 roku, pokonując przez nokaut już w 35. sekundzie walki Marcusa Kelly (1-0).
Już w czwartej zawodowej walce sięgnął po swój pierwszy zawodowy tytuł. 8 lipca 2017 roku pokonał przez KO w 2. rundzie Mauricio Barragana (15-1), dzięki czemu mógł zawiesić na swoich biodrach młodzieżowy pas mistrza świata WBC.
W ósmej zawodowej walce sięgnął po pas zawodowego mistrza Wielkiej Brytanii, tym samym nawiązując do swojego sukcesu z czasów amatorskich. 23 czerwca 2018 roku w O2 Arenie w Londynie pokonał przez TKO w 5. rundzie Toma Little (10-5).
6 października 2018 roku w Leicester pokonał jednogłośnie na punkty byłego pretendenta do zawodowego tytułu mistrza świata, Kevina Johnsona (32-10), co było dla niego jak na tamten moment największym sukcesem.
28 listopada 2020 roku w Londynie przegrał przez KO w 10. rundzie walkę o tytuł wakującego mistrza Europy oraz pasy WBC Silver i WBO International wagi ciężkiej ze swoim rodakiem, Joe Joycem (11-0, 10 KO). Do momentu przerwania pojedynku sędziowie punktowali 88-83, 86-85 na jego korzyść oraz 84-87 na korzyść jego rywala.
11 czerwca 2022 roku w Miami pokonał przez KO w 4. rundzie Amerykanina Trevora Bryana (22-1, 15 KO), sięgając tym samym po pas mistrza świata WBA Regular w kategorii ciężkiej.
3 grudnia 2022 roku po raz pierwszy z sukcesem obronił swój tytuł, zwyciężając na Tottenham Hotspur Stadium przez TKO w 3. rundzie Kevina Lerenę (28-1, 14 KO) z RPA.
26 sierpnia 2023 roku na stadionie Tarczyński Arena we Wrocławiu z pozycji obowiązkowego pretendenta przystąpił do walki o mistrzowskie pasy federacji WBA, IBF oraz WBO w wadze ciężkiej z Oleksandrem Usykiem (21-0, 14 KO). Przegrał pojedynek przez TKO w 9. rundzie, wcześniej będąc liczonym również w 8. starciu. W 5. rundzie trafił obrońcę tytułu mocnym ciosem w okolice pasa, po którym Ukrainiec przyklęknął. Sędzia uznał to uderzenie za nieprzepisowe i dał Usykowi kilka minut na dojście do siebie. Z taką interpretacją sytuacji nie zgodził się obóz Duboisa, który zapowiedział oprotestowanie wyniku walki i dążenie do rewanżu.
23 grudnia 2023 roku na gali w Rijadzie w Arabii Saudyjskiej pokonał przez TKO w 10. rundzie niepokonanego wcześniej Jarrella Millera (26-1-1, 22 KO).
1 czerwca 2024 roku w Rijadzie stanął do walki o pas tymczasowego mistrza świata IBF w wadze ciężkiej z Filipem Hrgoviciem. Zwyciężył przez TKO w 8. rundzie.
21 września 2024 roku w obecności 96 tysięcy widzów na stadionie Wembley w Londynie pokonał przez KO w 5. rundzie byłego dwukrotnego mistrza świata wagi ciężkiej, Anthony'ego Joshuę (28-4, 25 KO). Tym samym zdobył pełnoprawny pas mistrza świata federacji IBF w kategorii ciężkiej. Jego rywal był liczony w pierwszej, trzeciej, czwartej oraz piątej rundzie.
19 lipca 2025 roku zmierzył się po raz drugi z Usykiem, przegrywając w 5. rundzie przez nokaut.